# Момент пропињања
Момент пропињања је збир свих аеродинамичких момената око попречне осе, укључујући и производ укупне аеродинамичке силе и њеног крака до тежишта, у равни симетрије авиона. У равнотеженом лету, момент пропињања авиона поништава се са генерисањем аеродинамичке силе на хоризонталном репу или на канару. Та сила делује на краку до тежишта авиона и тако ствара потребни компензујући момент за уравнотежење авиона. 
У стационарном хоризонталном и свим осталим уравнотеженим режимима лета авиона, без ротације око „y“ осе, резултујући момент пропињања једнак је нули.

## Општа дефиниција
Аеропрофил је најпогоднији од свих аеро-тела за анализу дејства аеродинамичких сила и момената, због чега је погодан и као модел за разматрање момента пропињања (M).
Свако аеродинамичко тело, па и аеропрофил, имају положај реперне тачке за коју се односи момент, за коју се не мења вредност момента без обзира на положај аеро-тела. Та тачка се назива аеродинамички центар, а обележава се са ac (приказано на слици десно). Гледано у духу класичне механике, тај непроменљиви аеродинамички момент пропињања има карактер спрега, а обележава се са {\displaystyle \ M_{ac}}. На основу претходно изнетог, на аеро-телу дејство аеродинамичких сила и момента пропињања, у равни симетрије, приказује се као на слици десно, са усвојеном нападном тачком сила ac и уз дејство спрега момента пропињања {\displaystyle \ M_{ac}}. На основу тих података се лако, за било коју произвољну тачку у тој равни симетрије, срачунава резултујући момент пропињања. Када се момент пропињања мери у аеротунелу, резултати се приказују у односу на тачку која је на положају 1/4 дужине тетиве, од нападне ивице аеропрофила.
У принципу, момент пропињања у аеродинамичким прорачунима увек је сведен на положај тежишта; то се математички може изразити на следећи начин:
{\displaystyle M_{cg}=M_{\text{ac}}+R_{z}\times {\mathbf {x} }_{cg}+R_{x}\times {\mathbf {y} }_{cg}},
где су:
- {\displaystyle {\mathbf {x} }_{cg}} — хоризонтално растојање између аеродинамичког центра и тежишта
- {\displaystyle {\mathbf {y} }_{cg}} — вертикално растојање између аеродинамичког центра и тежишта

### Коефицијент момента пропињања
Како се већ све аеродинамичке силе и моменти приказују у бездимензионим коефицијентима, то је случај и са моментом пропињања:
{\displaystyle C_{m}={\frac {M}{qSl}}},
где су:
- {\displaystyle \ C_{m}} — коефицијент момента пропињања
- {\displaystyle q={\tfrac {1}{2}}\rho \ v^{2}} — динамички притисак
- — реперна површина
- — дужина тетиве

Резултати мерења {\displaystyle \ C_{m}} у функцији нападног угла илустровани су на слици десно, при две различите вредности Рејнолдсових бројева. 
У аеродинамичким прорачунима највише се користи градијент приказане зависности коефицијента момента пропињања у функцији нападног угла, пошто је та зависност у прихватљивој апроксимацији линеарна; посебно у одређеним сегментима важи релација:
{\displaystyle \ {C_{m}}_{\alpha }={\frac {\partial {C_{m}}}{\partial {\alpha }}}\longmapsto {\frac {\partial {C_{m}}}{\partial {\alpha }}}={\frac {\partial {C_{m}}}{\partial {C_{z}}}}\cdot {\frac {\partial {C_{z}}}{\partial {\alpha }}}\longmapsto {\frac {\partial {C_{m}}}{\partial {C_{z}}}}={\frac {{C_{m}}_{\alpha }}{{C_{z}}_{\alpha }}}}.
У статичкој стабилности авиона основни параметар је резерва стабилности {\displaystyle {\frac {\partial {C_{m}}}{\partial {C_{z}}}}}.

## Доприноси делова авиона
Доприноси делова авиона на момент пропињања практично се одређују и цене у процесу анализе и синтезе статичке стабилности, преко утицаја на резерву стабилности. Доприноси се појединачно процењују и затим се интегришу оквирно од делова:
- крило,
- хоризонтални реп / канар
- труп
- погон
- стајни органи (за конфигурацију извучених)

{\displaystyle {\frac {\partial {C_{m}}}{\partial {C_{z}}}}={\boldsymbol {\sum _{i=1}^{i=n}}}\left({\frac {\partial {C_{m}}}{\partial {C_{z}}}}\right)_{i}}
На основу овако одређеног збирног доприноса могуће је одредити коефицијент момента пропињања авиона за жељени узгон:
{\displaystyle \ C_{m}=\ {C_{m}}_{0}+{\frac {\partial {C_{m}}}{\partial {C_{z}}}}\cdot {C_{z}}},
где је:
{\displaystyle \ {C_{m}}_{0}} — коефицијент момента пропињања при нултом узгону